# Juan Alberto Schiaffino
Juan Alberto Schiaffino (Montevideo, 28 juli 1925 – aldaar, 13 november 2002) was een Uruguayaans-Italiaans voetballer die uitkwam voor Peñarol, AS Roma en AC Milan.
Schiaffino won met het Uruguayaans nationaal team het Wereldkampioenschap voetbal 1950. Na het WK 1954 (waarin Uruguay vierde werd) stapte hij over naar het Italiaans voetbalelftal. Hiervoor speelde hij nog vier interlands. Voor de Uruguayaanse selectie speelde hij er eerder 21, waarin hij acht keer scoorde.
Schiaffino overleed in 2002 op 77-jarige leeftijd.

## Erelijst
- Jaarbeursstedenbeker (nu UEFA Cup) met AS Roma (1960/61)
- Kampioen in de Primera División met Peñarol (1949, 1951, 1953 en 1954)
- Kampioen in de Serie A met AC Milan (1955, 1957 en 1959)
- Copa Latina met AC Milan (1956)
- Topscorer van de Primera División (1945)

## Trivia
- Tijdens het WK van 2006 werd aangekondigd dat Schiaffino een speech zou houden bij de openingsceremonie. De presentator ging hiermee in de fout, aangezien Schiaffino vier jaar daarvoor overleed.[bron?]